# Henri Fayol
Henri Fayol, född 1841 i Istanbul, död 1925 i Paris, var en fransk gruvingenjör, gruvförvaltare, författare och direktör för gruvor. Han är känd för teorin Fayolism.   
Han genomgick efter avslutad skolgång gruvingenjörsskolan i Saint-Étienne och kom 1860 som yngste ingenjör till stenkolsgruvan i Commentry. Gruvan tillhörde koncernen Commentry-Fourchambault som Fayol sedan arbetade för hela sitt liv. Efter tolv år som gruvingenjör blev han 1872 direktör för en grupp gruvor och 1888 administrativ direktör för hela koncernen. Den stod då på konkursens brant, men när Fayol drog sig tillbaka som dess chef 1918 var Commentry-Fourchambault både produktivt och lönsamt. Fayol fortsatte emellertid som styrelsemedlem i koncernen fram till sin död. På regeringens uppdrag genomförde han under sina sista år flera studier av den franska statsförvaltningen. 
Fayol var en duktig gruvingenjör och geolog. Hans forskning och teorier om stenkolsfältens struktur samt hans synpunkter på utnyttjandet av kolförekomsterna kom att ge honom ett brett nationellt anseende. Flera av hans arbeten publicerdes. När Fayol blev koncernchef kunde han inte fortsätta sina tekniska och geologiska studier, men han fortsatte med att underkasta sina problem vetenskaplig och objektiv granskning för att finna sambandet mellan orsaker och verkningar. 
I Administration industrielle et générale (1916) och The Administrative Theory of the State (1937) har Fayol ingående redogjort för sina principer. 
I denna bok drar den framgångsrike franske företagsledaren Henri Fayol upp riktlinjerna för hur organisationer ska ledas. Här presenteras för första gången det som har kommit att bli företagsekonomins viktigaste budskap att företagsledning handlar om att planera, organisera, utöva chefskap, samordna och kontrollera.
Fayol betonar att administration – det som i dag kallas management – är en viktig uppgift för alla som arbetar i organisationer. Alla människor, men framför allt blivande chefer, behöver utbildning i administration. Och alla organisationer, vare sig de är privata eller offentliga, stora eller små, bör ledas på samma sätt.
Fayols synsätt har stått sig genom decennierna. Hans administrationsprinciper är lika aktuella i dag som för 90 år sedan.